# Auguste Le Breton
Auguste Le Breton, pseudonimo di Auguste Montfort (Lesneven, 18 febbraio 1913 – Parigi, 31 maggio 1999), è stato uno scrittore francese.

## Biografia
Dopo la morte del padre avvenuta nel 1914, Auguste viene messo in un orfanotrofio. Scappa due volte dall'orfanotrofio prima di finire in una casa di correzione. A diciotto anni inizia a fare numerosi lavori, ma la maggior parte del tempo la passa vagabondando con gruppi di malviventi.
I suoi primi manoscritti (risalenti alla fine degli anni quaranta) ripercorrono gli anni trascorsi nella casa di correzione e la sua gioventù da piccolo teppista. 
Nel 1953 esce il suo primo romanzo ambientato nel quartiere di Montmartre, Rififi.
Rififi è un romanzo che trova subito un enorme successo e lo rende celebre.
Le Breton sviluppa il filone del rififi, facendo iniziare con questa parola il titolo di ogni libro legato alla serie che ha per protagonista il detective Mike Coppolano.
Nel 1977 crea un'altra serie dedicata agli assi dell'anticrimine.

## Opere
- 1953 Rififi (Du rififi chex les hommes), stampato nel 1956 nella collana Romanzi d'Oggi con il numero 18, Garzanti.[1]
- 1954 La grande razzia (Razzia sur la chnouf), stampato nel 1956 nella collana Serie Gialla con il numero 83, Garzanti.[1]
- 1954 Il dado è tratto (Le rouge est mis), stampato nel 1958 nella collana Serie Gialla con il numero 129, Garzanti.[1]
- 1954  I muri alti (Les hauts murs), stampato nel 1956 da Cino Del Duca.[1]
- 1955 La legge della strada (La loi des rues), stampato nel 1957 nella collana Serie Gialla con il numero 118, Garzanti.[1]
- 1956 Raffiche sulla città (Rafales sur la ville), stampato nel 1958 nella collana Serie Gialla con il numero 139, Garzanti.[1]
- 1957 Rififi fra le donne (Du rififi chez les femmes), stampato nel 1958 nella collana Serie Gialla con il numero 133, Garzanti.[1]
- 1962 Rififi a New York (Du Rififi au New York), stampato nel 1963 nella collana Serie Gialla con il numero 253, Garzanti.[1]
- 1963 Rififi nel vicino oriente (Du Rififi au Proche-Orient), stampato nel 1964 nella collana Serie Gialla con il numero 273, Garzanti.[1]
- 1965 Rififi sulla Senna (Du Rififi a Paname), stampato nel 1967 nella collana Il Giallo Mondadori con il numero 972.[1]
- 1965 Brigata anti-gang (Brigade anti-gangs), stampato nel 1969 nella collana Il Giallo Mondadori con il numero 1085.[1]
- 1967 Il clan dei Siciliani (La clan des siciliens), stampato nel 1970 nella collana Il Giallo Mondadori con il numero 1097.[1]
- 1968 Rififi a Praga (Du Rififi derrière le rideau der fer), stampato nel 1970 nella collana Il Giallo Mondadori con il numero 1121.[1]
- 1973 La Malagrossa (Les pégriots), stampato nel 1977 nella collana Omnibus Mondadori.[1]

## Filmografia parziale
- Rififi (Du Rififi chex les hommes), regia di Jules Dassin (1954)
- La grande razzia (Razzia sur la Chnouf), regia di Henri Decoin (1954)
- Bob il giocatore (Bob le flambeur) , regia di Jean-Pierre Melville (1956)
- Il dado è tratto (Le rouge est mis), regia di Gilles Grangier (1957)
- Rififi internazionale (Du rififi à Paname), regia di Denys de La Patellière (1966)
- Il clan dei siciliani (La clan des siciliens), regia di Henri Verneuil (1969)